# Los Rosales (Málaga)
Los Rosales es un barrio perteneciente al distrito de Churriana de la ciudad andaluza de Málaga, España. Según la delimitación oficial del ayuntamiento, limita al norte con el barrio de Los Jazmines y al nordeste, con el barrio de El Cuartón. Al este, el sur y el oeste está rodeado de teerrenos no edificados que lo separan de los barrios de Finca La Hacienda y San Juan-El Albaricocal.

## Transporte
En autobús queda conectado mediante las siguientes líneas de la EMT: 
| Línea | Trayecto                      | Recorrido | Frecuencia    |
| ----- | ----------------------------- | --------- | ------------- |
| 10    | Alameda Principal - Churriana | Recorrido | 25-30 minutos |